# Aeroportul Internațional Monterrey
Aeroportul Internațional Monterrey (IATA: MTY, ICAO: MMMY) este un aeroport din Apodaca⁠(d), Apodaca Municipality⁠(d), Nuevo León, Mexic ce deservește zona Monterrey. Aeroportul a fost tranzitat în 2023 de 13.326.936 de pasageri. A fost numit după zona deservită.
Situat la o altitudine de 390 m, aeroportul dispune de 2 piste. Este operat de Grupo Aeroportuario Centro Norte⁠(d).

## Infrastructură

### Piste
Aeroportul dispune de 2 piste. Pista 11/29 are suprafața de asfalt și dimensiunile 3.000 m × 45 m. Pista 16/34 are suprafața de asfalt și dimensiunile 1.801 m × 30 m. 